# Знатният клиент
„Знатният клиент“ (на английски: The Adventure of the Illustrious Client) е разказ на писателя Артър Конан Дойл за известния детектив Шерлок Холмс. Включен е в книгата „Архив на Шерлок Холмс“, публикувана през 1927 година.

## Сюжет
Внимание:  Текстът по-долу разкрива сюжета на произведението (или части от него)!
Към Шерлок Холмс за помощ се обръща известният с дипломатическите си умения сър Джеймс Деймъри като посредник на неназован „знатен клиент“. Младата аристократка Вайълет де Мервил се кани да се омъжи за един от най-опасните престъпници на Европа, барон Адалберт Грюнер. Сър Джеймс моли Холмс да попречи на предстоящия брак.
Холмс се среща с Грюнер и се опитва да го убеди да се откаже от брака, но в отговор баронът заплашва самия детектив. Тогава Холмс се среща със своя информатор Шинуел Джонсън, бивш престъпник, който го запознава с младата Кити Уинтър, една от жертвите на Грюнер. Тя издава, че баронът крие в личния си кабинет дневник, в който с безсрамни детайли описва всичките си любовни афери с имената на жените, които е съблазнил.
Холмс и Уинтър се срещат с Вайълет де Мервил и с общи усилия се опитват да я разубедят да сключва брак с Грюнер, но без успех. Скоро баронът изпълнява и заканата си: Холмс е нападнат и получава сериозни рани. Цяла седмица Уотсън се грижи около леглото на ранения си приятел.
След като научава, че Гюнтер се готви за заминаване, Холмс решава да потърси помощта на Уотсън. Представяйки се с измислено име, Уотсън трябва да се срещне с Грюнер, който е запален колекционер на скъп порцелан, и да му предложи рядка чинийка от Китай. По време на срещата баронът е подозрителен и скоро напълно се убеждава, че Уотсън не е този, за когото се представя. Уотсън осъзнава, че ще бъде нападнат и се приготвя за защита, но в този момент Грюнер чува шум в кабинета си, втурва се натам и се натъква на Холмс, който е успял да открадне компрометиращия дневник и скача през прозореца. Грюнер изтичва след него, но до прозореца го очаква госпожица Уинтър, която е съпроводила Холмс до сградата. Водена от желанието да отмъсти за злочестието, което баронът ѝ е причинил, тя лисва в лицето му буркан със сярна киселина. Грюнер получава силни химически изгаряния, губи зрението си, а лицето му е обезобразено.
Холмс предава на сър Джеймс Деймъри откраднатия дневник, в резултат на което сватбата на Вайълет де Мервил и барона е отменена. Поради представени смекчаващи вината обстоятелства Кити Уинтър получава възможно най-лекото наказание за своето престъпление, а загадъчният „знатен клиент“ помага на Холмс напълно да избегне съдебното преследване за кражбата на дневника от дома на Грюнер, извършена от благородни подбуди.